# Нечипоренко Тетяна Олексіївна
Нечипоре́нко (Пітє́ліна) Тетя́на Олексі́ївна (нар. 1917, Інсар, Мордовія — пом. 4 серпня 1998, Миколаїв) — український радянський лікар, Герой Соціалістичної Праці (1971).

## Біографія
Народилась у 1917 році в місті Інсар, Мордовія. Росіянка.
У 1936 році закінчила середню школу й вступила до 2-го Ленінградського медичного інституту. Працювала патронажною медичною сестрою, у 1940 році зарахована педіатром міської консультації в Ленінграді. Закінчила інститут у 1941 році.
1 липня 1941 року добровольцем призвана до лав Червоної Армії Фрунзенським РВК міста Ленінграда й направлена у 1-у Кіровську дивізію народного ополчення. Учасник німецько-радянської війни з липня 1941 року. Воювала на Ленінградському, Південно-Західному та 3-му Українському фронтах. Війну старший лейтенант медичної служби Т. О. Пітєліна закінчила на посаді начальника хірургічного відділення евакошпиталю № 270.
Після демобілізації у 1946 році повернулась до Інсара, працювала у районній лікарні.
У 1948 році переїхала до міста Миколаїв. З 1948 по 1977 роки працювала дільничним лікарем при 2-й об'єднаній міській лікарні в селищі суднобудівників Темвод. За цей час перетворила свою дільницю на мікрополіклініку, організувала школу передового досвіду для дільничних лікарів міста.
Вела значну громадську діяльність, 12 разів обиралась депутатом районної ради.

## Нагороди і почесні звання
Указом Президії Верховної Ради СРСР у 1971 році лікарю Нечипоренко Тетяні Олексіївні присвоєне звання Героя Соціалістичної Праці з врученням ордена Леніна і золотої медалі «Серп і Молот».
Також нагороджена орденами Трудового Червоного Прапора, Вітчизняної війни 2-го ступеня (06.04.1985), Червоної Зірки (15.11.1944), медалями, нагрудним знаком «Відмінник охорони здоров'я».